# ジョーディン・ポールター
ジョーディン・ポールター（Jordyn Poulter、1997年7月31日 - ）は、アメリカ合衆国の女子バレーボール選手である。アメリカ合衆国代表。

## 来歴
オーロラ出身。2013年のU-18世界選手権で銀メダルを獲得し、自身もベストセッター賞を受賞した。2018年にシニアのアメリカ代表に初選出された。2019年より代表チームのセッターを務め、同年のワールドカップで銀メダルを獲得した。2021年のネーションズリーグで金メダルを獲得し、自身もベストセッター賞を受賞した。東京2020オリンピックではアメリカ初の金メダル獲得に貢献し、大会ベストセッター賞を受賞した。
2025年に開幕予定のリーグ・ワン・バレーボールではソルトレイク所属となることが発表されている。

## 球歴
- オリンピック - 2021年、2024年
- 世界選手権 - 2022年
- ワールドカップ - 2019年
- ネーションズリーグ - 2019年、2021年

## 受賞歴
- 2019年 - 北中米選手権 ベストセッター賞
- 2021年 - ネーションズリーグ ベストセッター賞
- 2021年 - 東京2020オリンピック ベストセッター賞

## 所属クラブ
- キエーリ'76（2018-2020年）
- FVブスト・アルシーツィオ（2020-2022年）
- イゴール・ゴルゴンゾーラ・ノヴァーラ（2022-2023年）
- LOVBソルトレイク（2024年-）